# Ed Shaughnessy
Ed Shaughnessy, rodným jménem Edwin Thomas Shaughnessey, (29. ledna 1929 Jersey City, New Jersey, USA – 24. května 2013 Calabasas, Kalifornie, USA) byl americký jazzový bubeník. Od čtyřicátých let žil v New Yorku, kde spolupracoval například s Georgem Shearingem a Jackem Teagardenem. V následující dekádě pakk doprovázel mimo další Bennyho Goodmana, Triggera Alperta a Tommyho Dorseye; v šedesátých letech hrál s Count Basiem a následně zahájil dlouholetou spolupráci s Johnny Carsonem v jeho pořadu The Tonight Show. Jeho manželkou byla zpěvačka a herečka Ilene Woods.